# Regius Professor of Pharmacy (Aston)
Der Regius Professor of Pharmacy ist eine 2016 durch Königin Elisabeth II. anlässlich ihres 90. Geburtstags gestiftete Regius Professur für Pharmazie an der Aston University.
Neben dieser Regius Professur für Pharmazie gibt es heute noch einen weiteren Lehrstuhl an der University of Glasgow, der nach dem alten Namen der Pharmazie als Regius Professor of Materia Medica bezeichnet wird. Andere Lehrstühle, beispielsweise der Regius Professor of Plant Science an der University of Edinburgh wurde ursprünglich wegen der medizinischen Wirkung vieler Pflanzen gegründet, deren Aufzucht in botanischen Gärten zwingende Voraussetzung für die Erforschung der Wirkstoffe war.

## Geschichte der Professur
2015 teilte Schatzkanzler George Osborne während des Vortrags zum Staatshaushalt Pläne mit, weitere Regius-Professuren anlässlich des 90. Geburtstags der Queen (26. April 2016) einzurichten. Anders als in früheren Zeiten geht mit den Ernennung der jüngeren Vergangenheit aber keine Finanzierung mehr einher. Am 6. Juni 2016 wurde dieser Plan umgesetzt. Zusammen mit dieser Professur wurden elf weitere Professuren gestiftet. Die Wahl der Lehrstühle wurde auf der Basis der wissenschaftlichen Leistung über mehrere Jahre durch ein Expertenpanel von Wissenschaftlern und Wirtschaftsvertretern getroffen.
Aston University wurde wegen der herausragenden Bedeutung der Forschung seit 1847 gewählt, die beispielsweise die Entwicklung des Krebsmedikaments Temozolomid resultierte oder dem ersten Master-Studiengang für klinische Pharmazeuten.
Dem ersten Professor, Keith Alan Wilson, wurde das Letters Patent am 3. Februar 2017 durch Minister Chris Skidmore überreicht.

## Inhaber
| Name              | Namenszusatz | von          | bis | Anmerkung |
| ----------------- | ------------ | ------------ | --- | --------- |
| Keith Alan Wilson | B.Sc., Ph.D. | 3. Feb. 2017 |     |           |